# 脅威
| ウィキペディアには「脅威」という見出しの百科事典記事はありません（タイトルに「脅威」を含むページの一覧/「脅威」で始まるページの一覧）。 代わりにウィクショナリーのページ「脅威」が役に立つかもしれません。 |